# Aristóteles González Julio
Aristóteles González Julio (Vallenar, 29 de marzo de 1846 - San Fernando, 1901), fue un comerciante y político radical chileno. 

## Primeros años de vida
Fue hijo de Jaime González Feliú y Carmen Julio Vergara. Realizó sus estudios en el Liceo de La Serena, del cual terminó el curso de Humanidades en 1865. Se dedicó al comercio en Coquimbo y se radicó luego en Valparaíso donde estableció un emporio y almacén franco.
Contrajo matrimonio con Eusebia Méndez Cifuentes, con quien tuvo hijos: Aristóteles y Carlos Roberto, este último fue abogado, juez, director general de estadísticas, y otro hijo más.

## Vida pública
Se incorporó al Partido Radical y fue elegido Diputado propietario por Talca periodo 1882-1885 y fue elegido Diputado por el departamento de Caupolicán (1891-1894), siendo parte de la comisión permanente de Economía y Comercio. Senador entre 1888-1891.
Tras su experiencia parlamentaria, compró un terreno en la zona de San Fernando, donde creó un fundo vitivinícola, donde vivió sus últimos años.